# Olympische Jugend-Sommerspiele 2010/Teilnehmer (Tadschikistan)
| Gelbes Symbol für Goldmedaillen mit stilisierten Olympischen Ringen | Graues Symbol für Silbermedaillen mit stilisierten Olympischen Ringen | Braundes Symbol für Bronzemedaillen mit stilisierten Olympischen Ringen |
| ------------------------------------------------------------------- | --------------------------------------------------------------------- | ----------------------------------------------------------------------- |
| —                                                                   | 1                                                                     | 1                                                                       |

Die Jugend-Olympiamannschaft aus Tadschikistan für die I. Olympischen Jugend-Sommerspiele vom 14. bis 26. August 2010 in Singapur bestand aus sechs Athleten.

## Medaillengewinner
Mit je einer gewonnenen Silber- und Bronzemedaille belegte das Team Tadschikistans Platz 71 im Medaillenspiegel.

### Silber
- Bachodur Kadirow, Ringen: Freistil bis 63 kg

### Bronze
- Schukrona Scharifowa, Taekwondo: Klasse bis 44 kg

## Athleten nach Sportarten

### Bogenschießen
Mädchen
- Kristina Zaynutdinova
Einzel: 17. Platz
Mixed: 17. Platz (mit Park Min-beom  Südkorea)

### Boxen
Jungen
- Siyovush Zukhurov
Schwergewicht: 4. Platz

### Leichtathletik
Jungen
- Davron Atabaev
200 m: 15. Platz
- Abduqodir Barotov
Hammerwurf: 11. Platz

### Ringen
Jungen
- Bachodur Kadirow
Freistil bis 63 kg: Silber

### Taekwondo
Mädchen
- Schukrona Scharifowa
Klasse bis 44 kg: Bronze